# Оригенізм

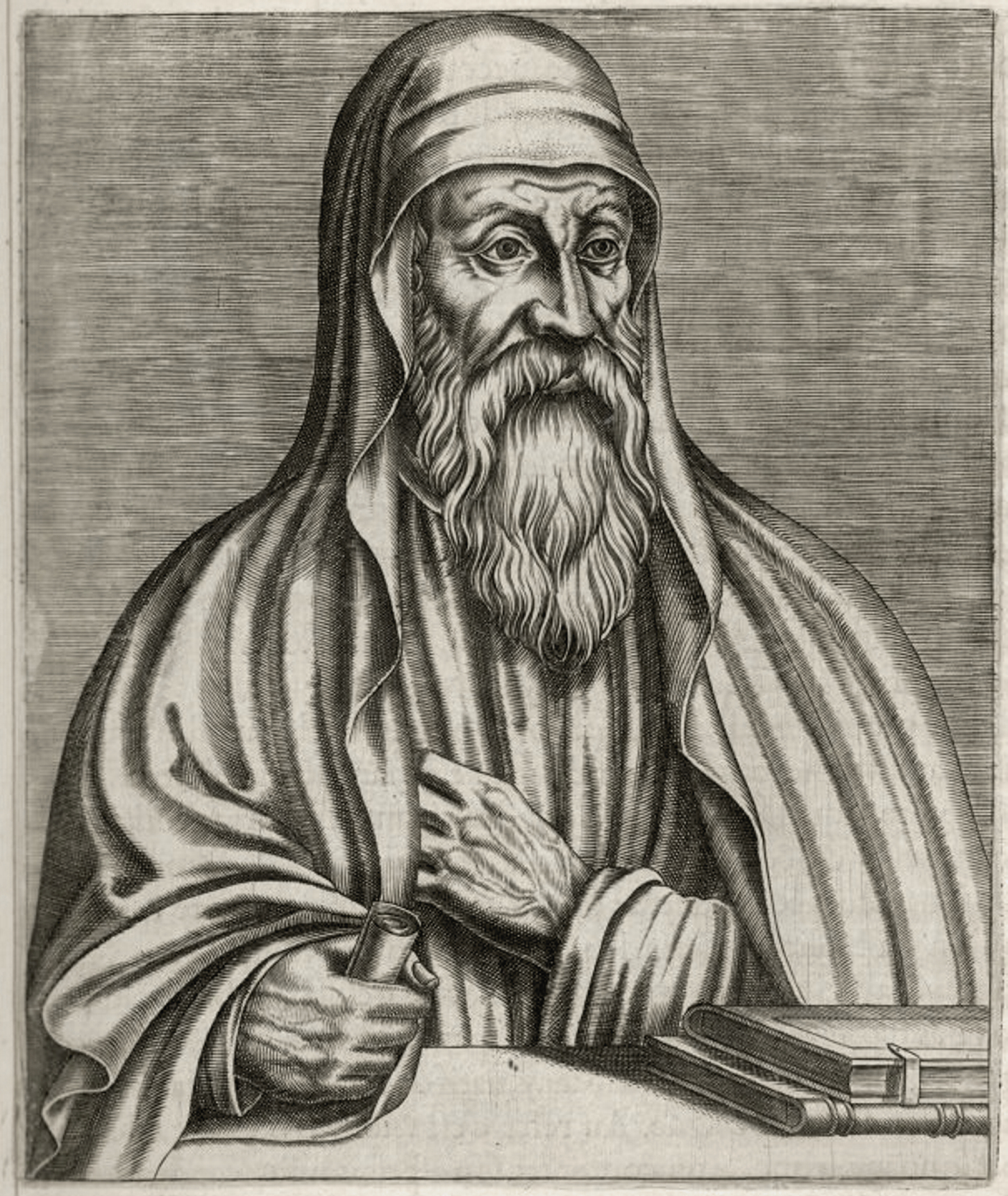
Портрет Оригена з «Les vrais pourtraits...» Андре Теве (1584])

Орігенізм — сукупність напрямів християнського богослов'я, що походить до різних теорій представників олександрійської богословської школи Орігена (близько 185—254). Оріген зробив величезний вплив на подальший розвиток християнського богослів'я, його учнями були святитель Григорій Чудотворець, видатний богослов III століття Памфил Кесарійський і церковний історик Євсевій Кесарійський. Деякі з ідей Орігена, які він сам викладав як гіпотези, були визнані єретичними вже при його житті. Під «оригенізмом» у даний час розуміють одне з трьох: вчення Орігена, вчення, приписуване Орігену його супротивниками або вчення орігенистів VI століття. З орігенізмом в історії християнської церкви були пов'язані два великих спори — в кінці IV — на початку V століть і в середині VI століття. Незабаром після П'ятого вселенського собору 553 року орігенізм зник зі сфери християнської полеміки. Деякими дослідниками висловлюється думка, що орігенізм став основою для пізніших єретичних течій, таких, як аріанство, іконоборство і вчення катарів.

## Догматична система Оригена
У вступі до своєї головної праці «Про початки» Ориген формулює завдання своїх богословських досліджень. Оскільки апостоли повідомили лише про те, що вважали за необхідне і про що промовчали, — «звичайно, з тією метою, щоб могли мати вправу і показати таким чином плід свого розуму найбільш ревні і люблячі мудрість з числа їх наступників», то залишилися важливі питання, які потребують вирішення. До їх числа Ориген відносить проблему місця Святого Духа в Трійці, воскресіння мертвих, свободу волі, походження душі і багато інших. Свої погляди Ориген висловлює не як догмати, воліючи тільки ставити питання або звертати увагу читача на якийсь пункт. Основним принципом філософської системи Оригена є уявлення про падіння і кінцеве відновлення людського розвитку до стану повернення споконвічної досконалості, втраченої внаслідок гріха. Припускаючи єдність божественного в Бога і в створених ним духів, Ориген обґрунтовує свободу як головну особливість всякої істоти. Аналізуючи догматичні побудови Оригена, сучасні дослідники відзначають відсутність у них цілісної системи, що виникає з довільності вихідних положень або начал. Незважаючи на те, що сам Ориген вважав Святе Письмо, що лежить в основі його вчення, фактично воно випливало з покладених в основу філософських доктрин, переважно платонічних. В системі Оригена філософія доповнює богослов'я, концептуалізуючи духовний досвід.